# Heliophanus nanus
Heliophanus nanus är en spindelart som beskrevs av Wesolowska 2003. Heliophanus nanus ingår i släktet Heliophanus och familjen hoppspindlar. Inga underarter finns listade i Catalogue of Life.